# ヿ

(こと)、ヿ (コト) は、仮名の一つである。

## 字源
「」は「こと」の合字である。
「ヿ」は「事」の草書の上部、または「コト」の合字である。

## 用例
「ヿ」は、近世から現代の日本で使用されている。
- 「帝室ハ政治社外ノモノナリ苟モ日本國ニ居テ政治ヲ談シ政治ニ關スル者ハ其主義ニ於テ帝室ノ尊嚴ト其神聖トヲ濫用ス可ラストノ事ハ我輩ノ持論ニシテ之ヲ古來ノ史乘ニ徴スルニ日本國ノ人民ガ此尊嚴神聖ヲ用ヒテ直ニ日本ノ人民ニ敵シタルヿ（コト）ナク又日本ノ人民ガ結合シテ直ニ帝室ニ敵シタルヿ（コト）モナシ」[1]
- 「僕ハ迚モ君ニ再会スルヿ（コト）ハ出来ヌト思ウ。」[2]
- 「旅客手迴リ荷物其外所持ノ品タリ𬼀（シテ）總テ之カ爲ニ別段ニ賃金ヲ拂ヒ其受取證書ヲ取置カサレハ若シ紛失毀損等アル𪜈（トモ）政府ニ於テ關係セサルヘシタトヒ賃金ヲ拂ヒ證書ヲ取置𪜈（トモ）其毀損紛失等ヲ償フハ只旅客自用衣服ノミニ止リ且償金モ五十圓ニ過ルヿ（コト）ナシ」『鐵道略則』（明治五年五月四日太政官布告第百四十六号）[3]

## 符号位置
- 「ヿ」は、2000年にJIS規格のJIS X 0213の符号化文字集合に追加され、Unicode 3.2にも追加された[4]。
- 「」はコードが策定されておらず、表示する環境も統一されていない。PC等でテキストとして表示するには利用者が各自でフォントファイル等を用意する必要がある。

| 記号 | Unicode | JIS X 0213 | 文字参照          | 名称 |
| ---- | ------- | ---------- | ----------------- | ---- |
| ヿ   | U+30FF  | 1-2-24     | &#x30FF; &#12543; | コト |